# 加藤泰衑
加藤 泰衑（かとう やすみち）は、江戸時代中期の大名。伊予国大洲藩の第6代藩主。官位は従五位下・出羽守。

## 略歴
享保13年（1728年）9月9日、旗本・加藤泰都（第3代藩主・加藤泰恒の六男）の長男として江戸にて誕生。母は谷口正次の娘で江戸城大奥女中だった心涼院。
延享元年（1744年）12月に徳川家重の小納戸役、翌年5月には小姓に任じられた。しかし同年6月に本家の当主である加藤泰温が死去したため、その養嗣子として跡を継ぐこととなった。泰衑は藩財政再建のために知行削減や倹約令施行などを行なったが、幕命による朝鮮通信使の接待や勅使の接待役などによる出費で藩財政はさらに悪化し、それにより百姓に重税を強いて内ノ子騒動が起こるに至った。延享4年（1747年）、泰温が建設に着手していた藩校明倫堂が開校に至り、藩儒の川田雄琴を教授とした。宝暦9年（1759年）、加藤家の史料である「北藤録」20巻を編纂する。
宝暦12年（1762年）2月1日、先代泰温の実子で養嗣子の泰武に家督を譲って隠居し、天明4年（1784年）閏正月13日に死去した。享年57。法号は寛厚院殿。墓所は東京都台東区松が谷の海禅寺、愛媛県大洲市西山根の曹渓禅院。

## 系譜
- 父：加藤泰都（1706-1782）
- 母：心涼院 - 谷口正次の娘
- 正室：津礼 - 加藤泰温の娘
- 室：天涼院
  - 次男：加藤泰行（1753-1769）
- 生母不明の子女
  - 長男：喜連川恵氏（1752?-1829） - 喜連川氏連の養子
  - 三男：溝口直英
  - 四男：加藤泰候（1760-1787） - 加藤泰行の養子
  - 五男：加藤泰豊
  - 七男：加藤泰周
  - 八男：大関増業（1781-1845） - 大関増陽の養子
  - 女子：稲垣長以正室
  - 女子：毛利高標正室
  - 女子：恭心院 - 加藤泰賢正室
- 養子
  - 男子：加藤泰武（1745-1768） - 加藤泰温の長男